# 1674
1674 (MDCLXXIV) je bilo navadno leto, ki se je po gregorijanskem koledarju začelo na ponedeljek, po 10 dni počasnejšem julijanskem koledarju pa na četrtek.

## Dogodki
- 19. februar - Anglija in Nizozemska sta podpisali Westminstrski sporazum, s katerim je Nizozemska Angliji prepustila svojo kolonijo Novi Amsterdam, le-ta pa jo je preimenovala v New York.

## Rojstva
- 17. julij - Isaac Watts, britanske himne († 1748)
- 2. avgust - Filip II. Orleanski, francoski plemič († 1723)
- 9. avgust - František Maxmilián Kanka, češki arhitekt († 1766)
- 25. december - Thomas Halyburton, škotski teolog († 1712)

## Smrti
- 12. januar - Giacomo Carissimi, italijanski skladatelj (* 1605)
- 22. februar - Jean Chapelain, francoski pisatelj (* 1595)
- 24. februar - Matthias Weckmann, nemški skladatelj (* 1616)
- 8. marec - Charles Sorel, sieur de Souvigny, francoski pisatelj (* 1597)
- 14. junij - Marin le Roy de Gomberville, francoski pisatelj (* 1600)
- 12. avgust - Philippe de Champaigne, francoski slikar (* 1602)
- 10. oktober - Thomas Traherne, angleški pesnik (* ok.1637)
- 22. oktober - Gerbrand van den Eeckhout, nizozemski slikar (* 1621)
- 27. oktober - Hallgrímur Pétursson, islandski pesnik (* 1614)
- 8. november - John Milton, angleški pesnik (* 1608)